# The Boy Who Stole a Million
The Boy Who Stole a Million is een Britse filmkomedie uit 1960 onder regie van Charles Crichton.

## Verhaal
De jonge, naïeve Paco heeft na school een baantje in een bank in Valencia. Wanneer hij hoort dat zijn vader 10.000 peseta nodig heeft voor de reparatie van zijn taxi, haalt hij een miljoen uit een kluis in de bank. Al spoedig zit zowel de politie als de onderwereld van Valencia hem op de hielen.

## Rolverdeling
| Acteur             | Personage          |
| ------------------ | ------------------ |
| Virgilio Teixeira  | Miguel             |
| Maurice Reyna      | Paco               |
| Marianne Benet     | Maria              |
| Harold Kasket      | Luis               |
| George Coulouris   | Bankdirecteur      |
| Bill Nagy          | Politiecommissaris |
| Warren Mitchell    | Pedro              |
| Tutte Lemkow       | Mateo              |
| Xas das Bolas      | Messenslijper      |
| Francisco Bernal   | Blinde             |
| Edwin Richfield    | Portier            |
| Barta Barri        | Bendeleider        |
| Herbert Curiel     | Orgeldraaier       |
| Gaylord Cavallaro  | Verslaggever       |
| Paul Whitsun-Jones | Brigadier          |